# Licínio de Almeida
Licínio de Almeida est une municipalité brésilienne de l'État de Bahia et la Microrégion de Guanambi.